# George Wythe
George Wythe (Hampton (Virginia), 3 de diciembre de 1726 - Richmond (Virginia), 8 de junio de 1806), primer profesor de derecho estadounidense, destacado académico y juez de Virginia. Nacido en una rica familia de plantadores de Virginia, Wythe estableció una carrera legal en Williamsburg (Virginia), después de estudiar con su tío. Se convirtió en miembro de la Casa de los Burgueses en 1754 y ayudó a supervisar los gastos de defensa durante la Guerra franco-india. Se opuso a la Ley de Estampillas de 1765 y otros impuestos británicos impuestos a las Trece Colonias. Representó a Virginia en el Segundo Congreso Continental, También fue delegado a la convención constitucional de 1776 de Virginia y ayudó a diseñar el Escudo de Virginia. Delegado de la Convención de Filadelfia de 1787 y formó parte de un comité que estableció las normas y procedimientos de la convención.  Abandonó la convención antes de firmar la Constitución de los Estados Unidos para atender a su esposa moribunda. Fue el primero de los siete signatarios de Virginia de la Declaración de Independencia de los Estados Unidos y fue elegido para la Convención de Ratificación de Virginia y ayudó a garantizar que su estado de origen ratificara la Constitución.
Wythe fue juez durante gran parte de su vida, primero como juez de paz y luego en la Corte de Cancillería de Virginia. También fue un prominente profesor de derecho en el College of William and Mary y tomó varios aprendices notables, entre los que destacan John Marshall, Henry Clay y Thomas Jefferson; a quien heredo su importante colección de libros. Wythe se preocupó cada vez más por la esclavitud en sus últimos años y emancipó a cuatro de sus esclavos antes de su muerte. 